# Sistema di punteggio della Formula 1
Il sistema di calcolo dei punteggi nella Formula 1 è determinato all'articolo 6 del regolamento, con particolare riferimento ai commi 4, 5 e 6. Durante le varie stagioni della disciplina, tale sistema di attribuzione è stato modificato varie volte. Dal 1950 al 1959 venivano assegnati punti ai primi 5 classificati, secondo la sequenza 8-6-4-3-2, più un punto assegnato a chi avesse compiuto il giro più veloce in gara. Con il trascorrere degli anni è cambiato sia il numero dei piloti premiati che il valore dei punti. Dal 2010 i primi dieci classificati guadagnano rispettivamente i seguenti punti: 25, 18, 15, 12, 10, 8, 6, 4, 2, 1, mentre dal 2019 al 2024 è stato nuovamente assegnato un punto al pilota che avesse fatto registrare il giro più veloce in gara, purché si fosse classificato nei primi dieci posti, ossia a punti.
Nella Qualifica Sprint, introdotta in tre Gran Premi nel 2021, furono assegnati tre punti al primo classificato, due al secondo ed uno al terzo. La gara breve, il cui nome viene cambiato in Sprint a partire dal 2022, assegna punti ai primi otto classificati, nell'ordine 8, 7, 6, 5, 4, 3, 2, 1.

## Regole sul punteggio
Nel corso degli anni, sono state in vigore altre regole che influenzavano la determinazione del punteggio per la classifica finale. Nelle prime cinque stagioni della categoria era permesso che più piloti gareggiassero con la stessa vettura a turno. In questo caso il regolamento stabiliva la suddivisione dei punti conseguiti tra di essi, indipendentemente dal numero di giri che ciascuno avesse percorso. Tale opportunità era sfruttata nel caso un pilota in lotta per il mondiale fosse stato costretto al ritiro: in quel caso era usuale far fermare un compagno di squadra per far racimolare qualche punto e limitare i danni.
Un'altra regola che influenzava la classifica era quella degli scarti: fino al 1966, ciascun pilota poteva sommare solo un certo numero di piazzamenti, superato il quale era costretto a scartare i propri peggiori risultati. L'obiettivo era quello di premiare i piloti vincitori delle singole gare, penalizzando i "piazzati".
Successivamente la regola degli scarti si fece più complicata, perché si divideva la stagione in due parti, e si scartavano un certo numero di risultati per ciascuna, premiando in questo modo anche la costanza dei risultati nell'arco del campionato. Gli anni dal 1981 al 1984 furono i primi nei quali tutti i risultati conseguiti concorrevano a determinare la classifica finale. A partire dalla stagione successiva e fino al 1990 erano considerati validi i migliori 11 risultati conseguiti nell'arco dell'intera stagione. A partire dall'anno seguente tale regola fu abbandonata, permettendo ai piloti di conteggiare tutti i risultati ottenuti durante l'anno.
In due occasioni la regola degli scarti fu decisiva per l'assegnazione del titolo piloti: nel 1964, quando Graham Hill dovette scartare un 5º posto (equivalente a 2 punti), finendo così alle spalle di John Surtees per un punto; e nel 1988, quando Alain Prost conseguì 11 punti più di Ayrton Senna, ma ne dovette scartare 18 (corrispondenti a 3 secondi posti), contro i 4 del rivale, che così vinse il suo primo titolo per 90 punti contro 87.
Un'ultima influenza sul punteggio era data dalle scuderie che iscrivevano solo una macchina a inizio campionato: se avessero in qualche gran premio schierato una seconda vettura, essa non avrebbe in ogni caso guadagnato punti (ciò accadde, ad esempio, nel Gran Premio d'Italia 1984 per Osella ed ATS e nel Gran Premio d'Australia 1987 per Lola ed AGS).

### Gara non portata a termine o interrotta
Per risultare classificato, e quindi eventualmente ricevere i punti spettanti, un pilota non è tenuto a finire la gara, ma deve completare almeno il 90% della percorrenza totale. Di conseguenza, è possibile ricevere alcuni punti anche se è avvenuto un ritiro poco prima della fine della corsa. In questo caso il punteggio viene basato sulla distanza completata comparata con gli altri piloti, come avvenuto nel Gran Premio di Monaco 1996, in cui terminarono la gara soltanto quattro vetture, ma furono assegnati punti anche al quinto e al sesto, ritirati cinque giri prima della conclusione. 
Inoltre, se vengono classificati meno piloti di quanti avrebbero diritto ai punti, allora i punti corrispondenti alle posizioni rimanenti non vengono assegnati. 
Fino al 2021, nel caso in cui la gara, per qualche ragione, fosse stata sospesa prima di raggiungere il 75% della distanza totale, calcolata al rilevamento dell'ultimo passaggio sul traguardo, il punteggio veniva dimezzato, a patto che fossero stati completati almeno due giri. Dopo quanto successo nel Gran Premio del Belgio 2021, condizionato da avverse condizioni meteorologiche, viene implementato un nuovo sistema di assegnazione del punteggio in base alla distanza di gara percorsa:
- nessun punto mondiale viene assegnato se non sono percorsi almeno due giri lanciati, cioè senza l'uso della safety car o della virtual safety car;
- se il leader della corsa ha coperto più di due tornate ma meno del 25% della distanza complessiva programmata, vengono assegnati punti ai primi 5 classificati, secondo lo schema 6-4-3-2-1;
- se la distanza percorsa è compresa tra il 25% ed il 50% di quella prevista, vengono assegnati punti ai primi 9 classificati, secondo lo schema 13-10-8-6-5-4-3-2-1;
- se la distanza percorsa è compresa tra il 50% ed il 75% di quella prevista, vengono assegnati punti ai primi 10 classificati, secondo lo schema 19-14-12-10-8-6-4-3-2-1;
- se la distanza percorsa è superiore al 75% di quella prevista, i punti sono assegnati regolarmente.

Questi criteri sono stati inizialmente validi solo per i Gran Premi sospesi che non venivano ripresi. Dopo la disputa del Gran Premio del Giappone 2022, terminato anticipatamente rispetto alla distanza prevista a causa di avverse condizioni meteorologiche, la Federazione chiarì che in una gara completata con un minimo di due giri e terminata in condizioni di bandiera verde, i punti sarebbero stati assegnati normalmente indipendentemente dalla percentuale di distanza di gara completata. A partire dal 2023 i Gran Premi con una distanza breve vedono assegnati punti ridotti anche se essi non sono terminati con una sospensione.

## Le classifiche
I punti vengono assegnati ai piloti e costruttori, dove per questi ultimi viene effettuata la somma dei punti ottenuti dai due piloti della scuderia. Al termine della stagione, chi totalizza più punti viene dichiarato vincitore dei due campionati annuali piloti e costruttori.

### In caso di parità di punteggio
Se due o più piloti (o squadre) ottengono lo stesso punteggio, il successivo criterio per determinare la posizione in classifica è il numero di vittorie; a parità di questo vengono presi in considerazione i secondi posti e, a seguire, i piazzamenti successivi.
Ad esempio, se al termine della stagione due piloti ottengono entrambi 200 punti, il primo con 4 vittorie e il secondo con 5, viene classificato in posizione migliore il secondo pilota.

### Storia
Nella storia del Campionato del Mondo non è mai accaduto che due o più piloti abbiano terminato la stagione in prima posizione, con lo stesso punteggio. Lo scarto minore registrato è stato di mezzo punto nel 1984, quando Niki Lauda superò Alain Prost per 72 punti contro 71,5, grazie al fatto che il Gran Premio di Monaco fu interrotto per pioggia e Prost, che ne era al comando, ricevette così solo 4,5 punti.
I piloti e le scuderie che non riescono ad ottenere nessun punto durante la stagione, dal 2000 vengono classificati dalla Federazione a zero punti; in precedenza venivano inseriti nella classifica solo piloti e team andati a punti, mentre gli altri non venivano considerati.

## Punteggio nei vari anni
| Stagioni  | Gara | Gara | Gara | Gara | Gara | Gara | Gara | Gara | Gara | Gara | Giro veloce | Sprint | Sprint | Sprint | Sprint | Sprint | Sprint | Sprint | Sprint | Migliori risultati considerati         | Migliori risultati considerati         | Note |
| Stagioni  | 1º   | 2º   | 3º   | 4º   | 5º   | 6º   | 7º   | 8º   | 9º   | 10º  | Giro veloce | 1º     | 2º     | 3º     | 4º     | 5º     | 6º     | 7º     | 8º     | Campionato Piloti                      | Campionato Costruttori                 | Note |
| --------- | ---- | ---- | ---- | ---- | ---- | ---- | ---- | ---- | ---- | ---- | ----------- | ------ | ------ | ------ | ------ | ------ | ------ | ------ | ------ | -------------------------------------- | -------------------------------------- | --- |
| 1950–1953 | 8    | 6    | 4    | 3    | 2    |      |      |      |      |      | 1           |        |        |        |        |        |        |        |        | 4                                      | -                                      | [ 10 ] [ 11 ] |
| 1954      | 8    | 6    | 4    | 3    | 2    |      |      |      |      |      | 1           |        |        |        |        |        |        |        |        | 5                                      | -                                      | [ 10 ] [ 11 ] [ 12 ] |
| 1955–1957 | 8    | 6    | 4    | 3    | 2    |      |      |      |      |      | 1           |        |        |        |        |        |        |        |        | 5                                      | -                                      | [ 10 ] [ 13 ] [ 14 ] [ 15 ] [ 16 ] |
| 1958      | 8    | 6    | 4    | 3    | 2    |      |      |      |      |      | 1           |        |        |        |        |        |        |        |        | 6                                      | 6                                      | [ 15 ] [ 16 ] [ 17 ] [ 18 ] [ 19 ] |
| 1959      | 8    | 6    | 4    | 3    | 2    |      |      |      |      |      | 1           |        |        |        |        |        |        |        |        | 5                                      | 5                                      | [ 18 ] [ 19 ] |
| 1960      | 8    | 6    | 4    | 3    | 2    | 1    |      |      |      |      |             |        |        |        |        |        |        |        |        | 6                                      | 6                                      | [ 18 ] |
| 1961–1962 | 9    | 6    | 4    | 3    | 2    | 1    |      |      |      |      |             |        |        |        |        |        |        |        |        | 5                                      | 5                                      | Nel 1961 al costruttore primo classificato venivano assegnati 8 punti.                                                                             |
| 1963–1965 | 9    | 6    | 4    | 3    | 2    | 1    |      |      |      |      |             |        |        |        |        |        |        |        |        | 6                                      | 6                                      | [ 18 ] |
| 1966      | 9    | 6    | 4    | 3    | 2    | 1    |      |      |      |      |             |        |        |        |        |        |        |        |        | 5                                      | 5                                      | [ 16 ] [ 18 ] [ 21 ] |
| 1967      | 9    | 6    | 4    | 3    | 2    | 1    |      |      |      |      |             |        |        |        |        |        |        |        |        | 9 (5 sulle prime 6, 4 sulle ultime 5)  | 9 (5 sulle prime 6, 4 sulle ultime 5)  | [ 16 ] [ 18 ] [ 21 ] |
| 1968      | 9    | 6    | 4    | 3    | 2    | 1    |      |      |      |      |             |        |        |        |        |        |        |        |        | 10 (5 sulle prime 6, 5 sulle ultime 6) | 10 (5 sulle prime 6, 5 sulle ultime 6) | [ 18 ] |
| 1969      | 9    | 6    | 4    | 3    | 2    | 1    |      |      |      |      |             |        |        |        |        |        |        |        |        | 9 (5 sulle prime 6, 4 sulle ultime 5)  | 9 (5 sulle prime 6, 4 sulle ultime 5)  | [ 16 ] [ 18 ] |
| 1970      | 9    | 6    | 4    | 3    | 2    | 1    |      |      |      |      |             |        |        |        |        |        |        |        |        | 11 (6 sulle prime 7, 5 sulle ultime 6) | 11 (6 sulle prime 7, 5 sulle ultime 6) | [ 16 ] [ 18 ] |
| 1971      | 9    | 6    | 4    | 3    | 2    | 1    |      |      |      |      |             |        |        |        |        |        |        |        |        | 9 (5 sulle prime 6, 4 sulle ultime 5)  | 9 (5 sulle prime 6, 4 sulle ultime 5)  | [ 18 ] |
| 1972      | 9    | 6    | 4    | 3    | 2    | 1    |      |      |      |      |             |        |        |        |        |        |        |        |        | 10 (5 sulle prime 6, 5 sulle ultime 6) | 10 (5 sulle prime 6, 5 sulle ultime 6) | [ 18 ] |
| 1973–1974 | 9    | 6    | 4    | 3    | 2    | 1    |      |      |      |      |             |        |        |        |        |        |        |        |        | 13 (7 sulle prime 8, 6 sulle ultime 7) | 13 (7 sulle prime 8, 6 sulle ultime 7) | [ 18 ] |
| 1975      | 9    | 6    | 4    | 3    | 2    | 1    |      |      |      |      |             |        |        |        |        |        |        |        |        | 12 (6 sulle prime 7, 6 sulle ultime 7) | 12 (6 sulle prime 7, 6 sulle ultime 7) | [ 18 ] [ 22 ] |
| 1976–1978 | 9    | 6    | 4    | 3    | 2    | 1    |      |      |      |      |             |        |        |        |        |        |        |        |        | 14 (7 sulle prime 8, 7 sulle ultime 8) | 14 (7 sulle prime 8, 7 sulle ultime 8) | [ 18 ] |
| 1979      | 9    | 6    | 4    | 3    | 2    | 1    |      |      |      |      |             |        |        |        |        |        |        |        |        | 8 (4 sulle prime 7, 4 sulle ultime 8)  | Tutti                                  | [ 22 ] |
| 1980      | 9    | 6    | 4    | 3    | 2    | 1    |      |      |      |      |             |        |        |        |        |        |        |        |        | 10 (5 sulle prime 7, 5 sulle ultime 7) | Tutti                                  | [ 22 ] |
| 1981–1990 | 9    | 6    | 4    | 3    | 2    | 1    |      |      |      |      |             |        |        |        |        |        |        |        |        | 11                                     | Tutti                                  | [ 22 ] [ 23 ] |
| 1991–2002 | 10   | 6    | 4    | 3    | 2    | 1    |      |      |      |      |             |        |        |        |        |        |        |        |        | Tutti                                  | Tutti                                  | [ 22 ] |
| 2003–2009 | 10   | 8    | 6    | 5    | 4    | 3    | 2    | 1    |      |      |             |        |        |        |        |        |        |        |        | Tutti                                  | Tutti                                  | [ 22 ] |
| 2010–2018 | 25   | 18   | 15   | 12   | 10   | 8    | 6    | 4    | 2    | 1    |             |        |        |        |        |        |        |        |        | Tutti                                  | Tutti                                  | Nel 2014 i punti dell'ultimo Gran Premio sono stati raddoppiati.                                                                                   |
| 2019–2020 | 25   | 18   | 15   | 12   | 10   | 8    | 6    | 4    | 2    | 1    | 1           |        |        |        |        |        |        |        |        | Tutti                                  | Tutti                                  | Il punto relativo al giro più veloce in gara viene assegnato al pilota che realizza il giro più rapido, purché sia tra i primi dieci classificati. |
| 2021      | 25   | 18   | 15   | 12   | 10   | 8    | 6    | 4    | 2    | 1    | 1           | 3      | 2      | 1      |        |        |        |        |        | Tutti                                  | Tutti                                  | I punti della Qualifica Sprint vengono assegnati in tre Gran Premi.                                                                                |
| 2022–2024 | 25   | 18   | 15   | 12   | 10   | 8    | 6    | 4    | 2    | 1    | 1           | 8      | 7      | 6      | 5      | 4      | 3      | 2      | 1      | Tutti                                  | Tutti                                  | I punti della Sprint vengono assegnati in tre Gran Premi nel 2022 e in sei nel 2023 e 2024.                                                        |
| 2025      | 25   | 18   | 15   | 12   | 10   | 8    | 6    | 4    | 2    | 1    |             | 8      | 7      | 6      | 5      | 4      | 3      | 2      | 1      | Tutti                                  | Tutti                                  | I punti della Sprint vengono assegnati in sei Gran Premi.                                                                                          |